# Anagennisi Dherynia
O Anagennisi Deryneia FC é um clube de futebol cipriota de Dherynia, Chipre. A equipe compete no Campeonato Cipriota de Futebol .

## História
O clube foi fundado em 1920, e se profissionalizou em 1972.